# Betsy Baker
Betsy Baker (20 de agosto de 1842 — 24 de outubro de 1955) foi uma supercentenária inglesa-americana. Ela foi a primeira supercentenária listada pelo Guinness World Records como a pessoa viva mais velha do mundo. Em 2002, os investigadores confirmaram que tinha sido a pessoa viva a mais velha do mundo por padrões de verificação modernos por um período de tempo desconhecido antes de sua morte em 24 de outubro de 1955.

## Biografia
Betsy nasceu em Great Brington, Northamptonshire, Inglaterra, imigrou para o estado de Nebraska, Estados Unidos. Ela era a filha de Martha Russell (1806-1881). Ela se casou com Tyler Curtis Baker (1833-1921) em 1866 e teve cinco filhos com ele, dos quais três sobreviveram a ela. Sua filha, Florence (1872-1968) viveu por 95 anos. Ela morreu em Tecumseh, Nebraska aos 113 anos e 65 dias. Ela foi a segunda pessoa no mundo a ter atingido a idade de 113 anos depois de Delina Filkins.